# Jurong (Sawang)
Jurong is een bestuurslaag in het regentschap Aceh Utara van de provincie Atjeh, Indonesië. Jurong telt 990 inwoners (volkstelling 2010).